# Søren E. Müller
Søren Emil Müller (født 13. juni 1856 i Tórshavn, død 17. oktober 1922) var en færøsk embedsmand, forretningsmand og politiker (SB). Han var købmand og senere skibsreder, og byggede et pakhus i Tórshavn i 1890'erne, der i dag kaldes Müllers Pakkhús og huser koncerter og udstillinger. Han var desuden redaktør for Dimmalætting 1900–1901, sysselmand, og fuldmægtig hos amtmanden og fogeden.
Müller var kommunalbestyrelsesmedlem i Tórshavn Kommune 1896–1908, 1909–1910 og 1913–1920, og borgmester 1913–20. Han var valgt til Lagtinget for Norðurstreymoy 1891–1903, og for Suðurstreymoy 1903–1908. Müller var et af de lagtingsmedlemmer, der stiftede Sambandsflokkurin i 1906.

## Liv og gerning
Han voksede op i et købmandsmiljø i Tórshavn som søn af Hans Christopher Müller og Maren Sørensdatter Olsen. Både faderen og farfaderen var sysselmænd på Streymoy. Faderen var medlem af det færøske Lagtinget samt det danske Folketinget og Landstinget, og drev handel, rederi og post- og dampskibsekspedition i byen. På fædrene side var han fætter til brødrene Oliver, Rasmus og Poul Effersøe. Han giftede sig med Margrethe Olsen, datter af bogholder Christopher Michael Olsen og hustru Elsebeth Christine Evensen. Margrethes broder, Jens Olsen, var gift med Søren Müllers søster, Petra.
Müller var uddannet exam.jur. fra Københavns Universitet fra 1876 og blev fuldmægtig hos amtmanden på Færøerne i 1878, der efter hos landfogden, den øverste politimyndighed på øerne, fra 1880 til 1905. Han var konstitueret som postekspeditør og sysselmand under faderens ophold som folketings- og landstingsmand i København, men vendte snart tilbage til forretningslivet, hvor han som skibsreder tog del i 1890-ernes indbringende slup-fiskeri. Han ejede 13 skibe og andele i endnu flere. Han drev også handel og dampskibsekspedition for DFDS. Pakhuset, som Müller lod opføre i Tórshavn i slutningen af 1800-tallet, blev i 1968 købt af kommunen og benyttes som koncert- og udstillingslokale.
Müller var indvalgt på Lagtinget fra Norðurstreymoy fra 1891 til 1903, derefter fra Suðurstreymoy fra 1903 til 1908. Han var blandt de lagtingsmænd, som i 1906 dannede Færøernes første politiske parti, Sambandsflokkurin. Fra 1900 til 1901 fungerede han som redaktør for Dimmalætting, som blev et organ for partiet. Müller var udnævnt som medlem af borgerrepræsentationen i Tórshavn fra 1896 til 1908, derefter folkevalgt medlem af kommunestyret fra 1909 til 1910 og fra 1913 til 1920, i den sidstnævnte periode som borgermester.
Søren Müller blev udnævnt til ridder af Dannebrogordenen og tildelt Dannebrogordenens Hæderstegn.

## Børn
Søren og Margrethe Müllers søn Hans Christopher overtog faderens rederivirksomhed og dampskibsekspedition og drev denne virksomhed ved siden af sin sagførerforretning. Han var også fuldmægtig ved amtmandsembedet og konstitueret som amtmand på Færøerne.
Datteren Margrethe blev gift med postmester, sparebankdirektør og lagtingsmand Johan Danielsen.